# Laurel Goodwinová
Laurel Goodwinová (11. srpna 1942 Wichita, Kansas, USA – 25. února 2022 Cathedral City, Kalifornie, USA) byla americká herečka. Svůj filmový debut si hned v jedné z hlavních rolí odbyla ve snímku Elvise Preselyho Elvis Presley: Girls! Girls! Girls! v roce 1962. V průběhu následujících devíti let se objevila v několika dalších filmech a epizodních rolích seriálů. Zřejmě nejvýznamnější byla postava J. M. Coltové, pobočníka kapitána Christophera Pikea, v pilotní epizodě „Klec“ (1965) sci-fi seriálu Star Trek. S herectvím skončila v roce 1971, téhož roku se také vdala za obchodního manažera Waltera Wooda, se kterým žila mnoho let v New Yorku. Ačkoliv během svého života se zúčastnila několika elvisovských conů, svůj první startrekovský con absolvovala až v roce 2005.
Zemřela 25. února 2022 ve věku 79 let v kalifornském Cathedral City.